# Madeleine Bunoust
Madeleine Bunoust   (17è districte de París, 16 de juliol de 1885 - Villiers-le-Bel, 26 d'agost de 1974) va ser una pintora francesa.

## Biografia
Va ser paisatgista, membre del Saló de tardor de 1909 a 1938, que es va especialitzar en composicions musicalistes.
Va exposar al Saló dels independents i al Salon des Tuileries entre 1933 i 1942, i a la Societat Nacional de les Belles Arts de la qual formava part des de 1937. El 1950 va començar a exposar al Salon des réalités nouvelles i, si al seu primer període mostrava obres figuratives, va evolucionar cap a l'abstracció, amb pintures properes a Robert Delaunay i l'últim període de Kandinski.
L'any 1917 va exposar a l'Exposition d'art français que es va presentar al Palau de les Belles Arts de Barcelona.
Es conserva obra de Madeleine Bunoust al Centre Pompidou de París.

## Publicacions
- Algunes dones pintores, Stock, 1936
- Etapes i reflexos, 1951